# Église principale d'Ulm
L'église principale d'Ulm (Ulmer Münster), souvent appelée couramment, de manière impropre, cathédrale d'Ulm, est aujourd'hui l'église protestante la plus grande d'Allemagne. Lors de son achèvement, en 1890, elle devient la troisième structure la plus haute du monde.
L’édifice, d’architecture gothique, est bâtie par la ville impériale libre d’Ulm au XIVe siècle. Ce n’est pas une cathédrale au point de vue canonique, la ville d’Ulm n’ayant jamais été siège d’un évêché, bien qu'elle soit souvent ainsi appelée en français à cause de sa taille et de la hauteur de son clocher principal, qui est le plus haut édifice chrétien du monde,.
D'abord église catholique, elle fait aujourd'hui partie des bâtiments de l’Église protestante luthérienne en Wurtemberg, membre de l’Église protestante en Allemagne (EKD).

## Présentation

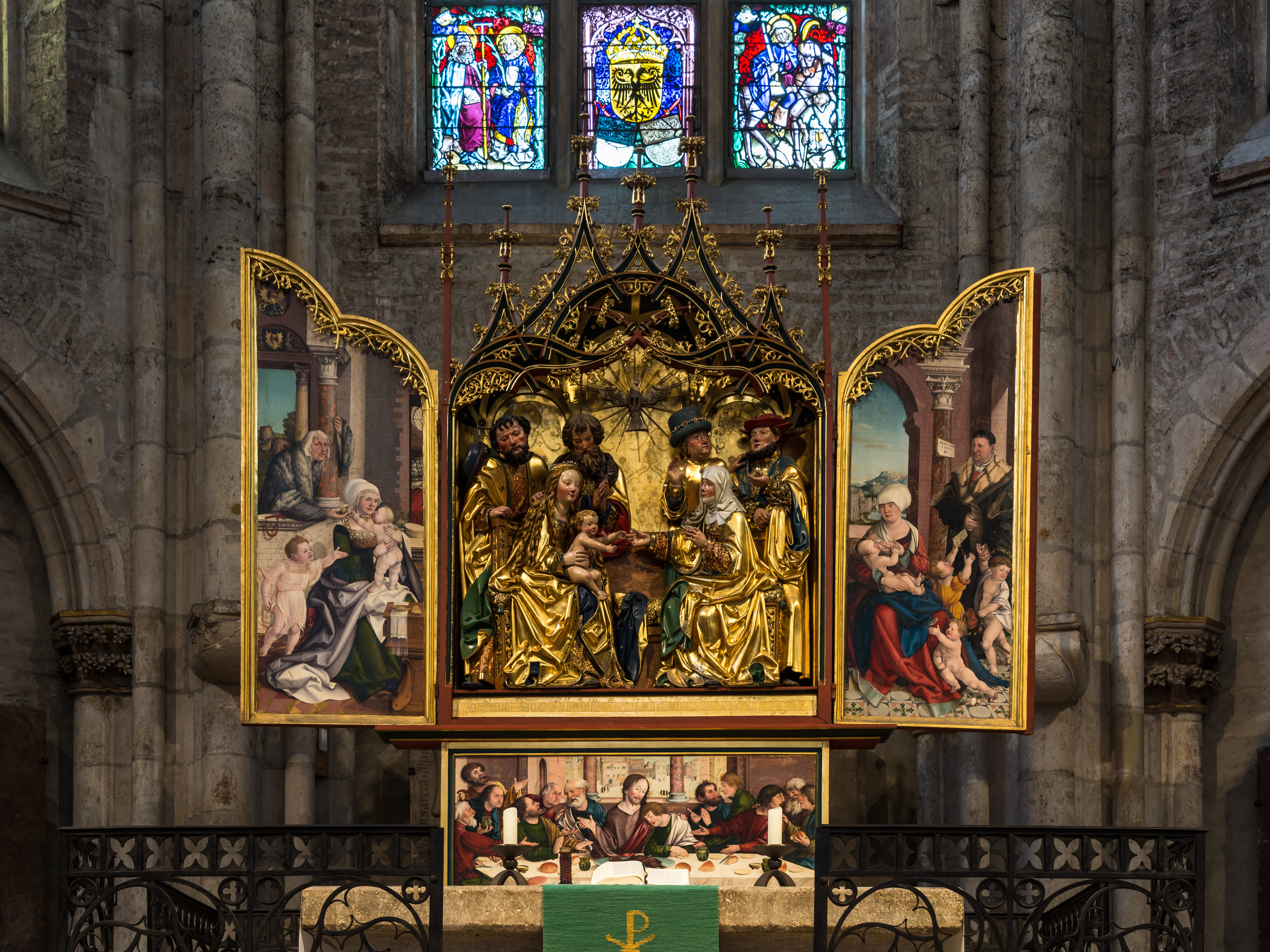
L'autel principal de l'église. Sculpture sur bois d'un maître anonyme. Peintures de Martin Schaffner, datées et signées de 1521.

L'église principale d'Ulm détient toujours la plus haute flèche d’église du monde, avec ses 161,53 m de haut, talonnée par la cathédrale de Cologne, dont la flèche atteint 157,38 m (tour nord), et par la cathédrale de Rouen, avec 151 m (cette dernière en fonte). Si la première pierre fut posée en 1377, les deux tours du chœur et la flèche ne furent élevées qu'en 1890, selon les plans originaux. La perspective fuyante de ses lignes verticales et la légèreté de l'architecture ajourée sont admirables. La bâtisse fait 123,56 m de long sur 48,8 m de large, pour une superficie de 8 260 m2, c’est la plus grande église protestante du monde. Sa hauteur sous voûte est de 41 m, ce qui la place juste derrière Notre-Dame d'Amiens, qui la dépasse avec ses 42,3 m. Elle offre 2 000 places assises, pouvant passer à 4 500 places notamment pendant les Württembergischer Landesposaunentag. Au Moyen Âge, elle accueillit jusqu’à 20 000 personnes, car en ces temps-là il était dans les mœurs de rester debout pendant les messes.
Parmi les nombreuses statues du corps principal, il faut remarquer une très belle représentation de l’empereur Charlemagne (le présentant imberbe). 
La tour principale est accessible jusqu’à la hauteur de 150 m, par un escalier de 768 marches, d’où l'on a une vue panoramique sur la ville d’Ulm, sa région et, par beau temps, jusqu’aux Alpes.

## Histoire
Au XIVe siècle, l’église paroissiale d’Ulm était située en dehors de la ville fortifiée. Les bourgeois d’Ulm ont donc décidé d’ériger une nouvelle église dans le périmètre de la ville et de financer les coûts de construction. La première pierre fut posée en 1377 et l'on prévoyait trois nefs d’égales hauteurs, une flèche principale à l’ouest et deux clochers au-dessus du chœur. En 1392, Ulrich d'Ensingen (associé à la cathédrale de Strasbourg) fut nommé maître d’œuvre. Son projet était de faire de la tour Ouest la plus grande flèche de l’église, lui attribuant ainsi les nefs longitudinales et le chœur. Les dommages structurels causés par la hauteur des ailes latérales et le lourd poids de la voûte ont nécessité une reconstruction des nefs latérales. Les ailes latérales ont été soutenues par une rangée de colonnes supplémentaires dans leur centre.
La Réforme protestante est introduite à Ulm en 1530, notamment par la voix du prédicateur Konrad Sam (de), proche des idées d'Ulrich Zwingli, pour qui les statues et les images religieuses n'ont pas leur place dans une église. Suivi par 87 % de la population, consultée lors d'un référendum, Konrad Sam fait de l'église un édifice protestant. Le conseil de la ville recommande alors aux donateurs privés d'emporter leurs autels chez eux et fait cacher les éléments les plus précieux : le portail central, les stalles et le tabernacle. Mais une fureur iconoclaste se saisit de la population le 21 juin 1531 : ce qui se trouvait encore dans l'église, soit soixante autels, de nombreuses statues et probablement un grand nombre de retables et de tentures, est détruit.
En 1543, les travaux de construction furent interrompus au moment où le clocher avait atteint une hauteur d’environ 100 m. L’arrêt du processus de construction fut causé par divers facteurs d’ordre politique et religieux (la Réforme protestante, la Guerre de Trente Ans, la Guerre de Succession d'Espagne), mais aussi économiques (la découverte des Amériques en 1492 et de la route maritime vers l’Inde en 1497 conduisant à un décalage dans les circuits commerciaux et les matières premières). Les conséquences furent la stagnation économique et un important déclin, ce qui empêcha les dépenses publiques importantes. Les travaux reprirent en 1817 et les trois clochers de l’église furent finalement achevés. Enfin, le 31 mai 1890, le bâtiment était terminé.
Le 17 décembre 1944, un raid aérien dévastateur frappa Ulm, détruisant la quasi-totalité de l'ouest de la ville, de la gare, et du nord de l’église à la périphérie. L’église, elle, fut à peine endommagée. Cependant, presque tous les autres bâtiments de la place centrale (Münsterplatz) furent sérieusement touchés, et près de 80 % du centre médiéval d'Ulm a été détruit.
Tous les ans, le Vendredi saint, se tient à Ulm une procession de la Passion du Christ, dont la dernière scène de la Crucifixion se déroule devant l'église principale d'Ulm. Elle est suivie aussi bien par les catholiques que par les protestants.

## Galerie

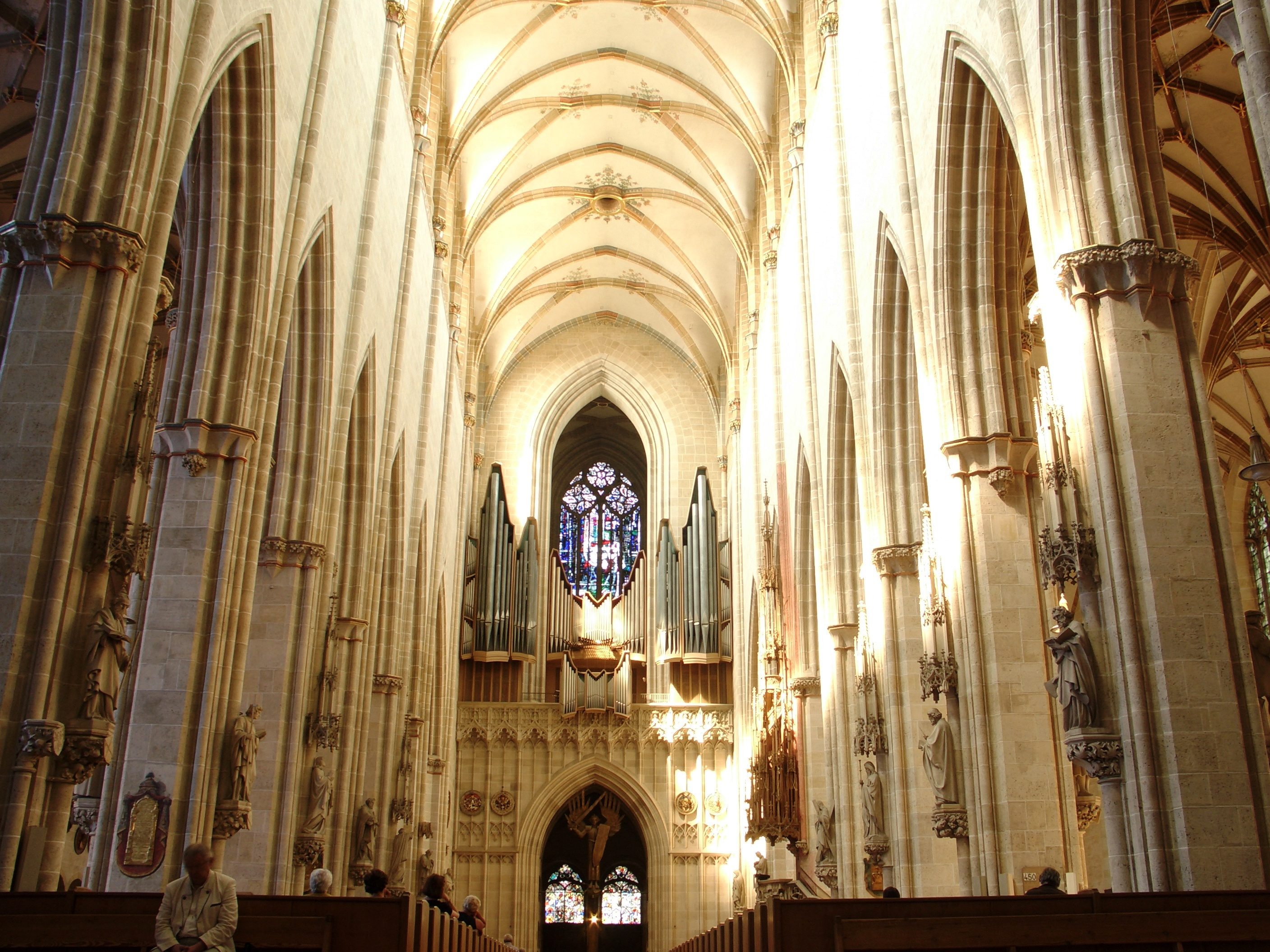
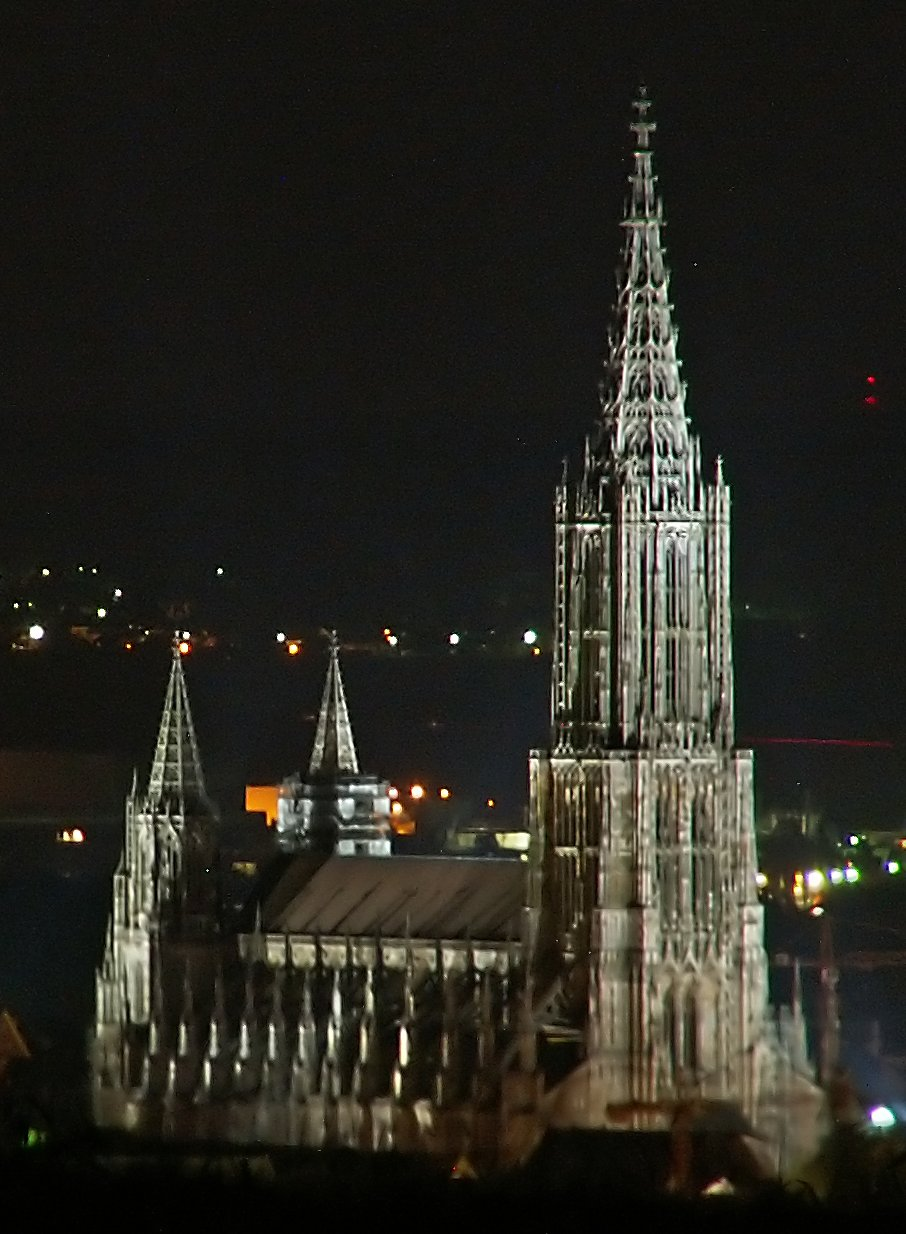
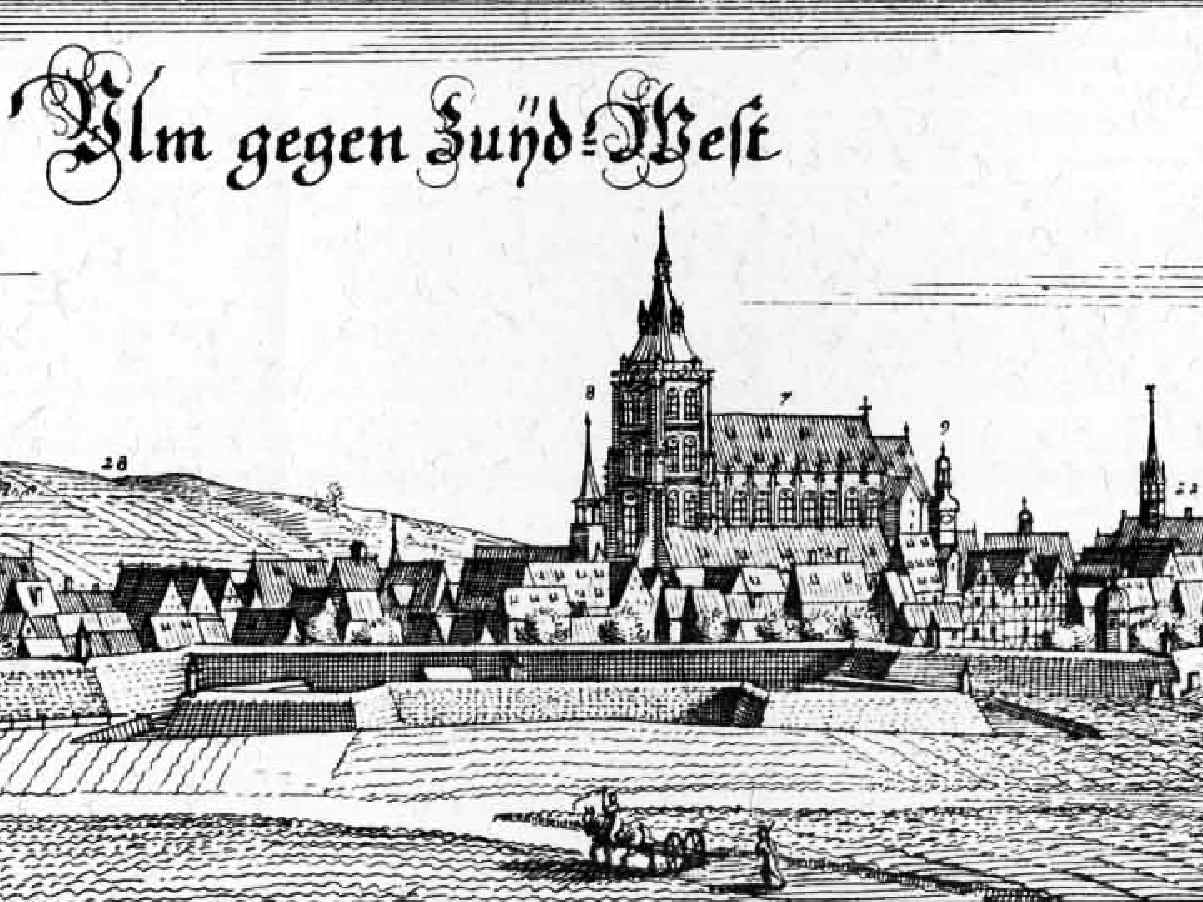
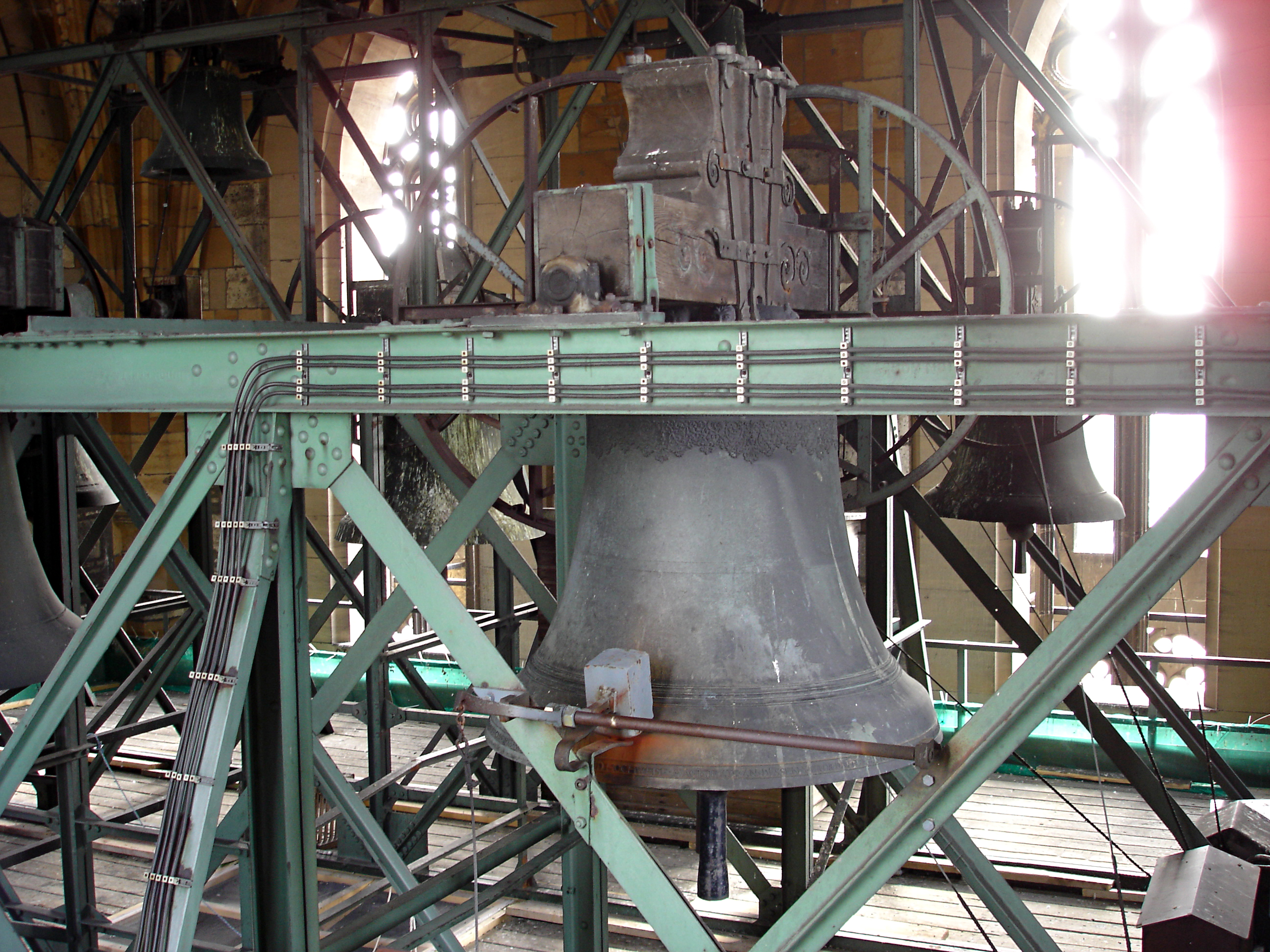
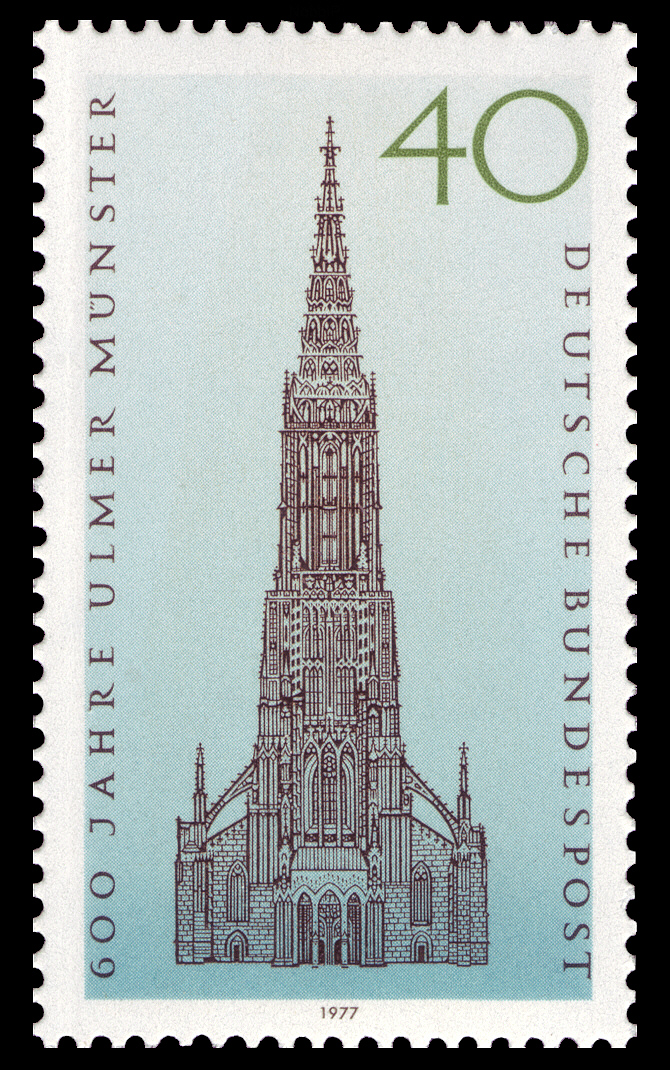
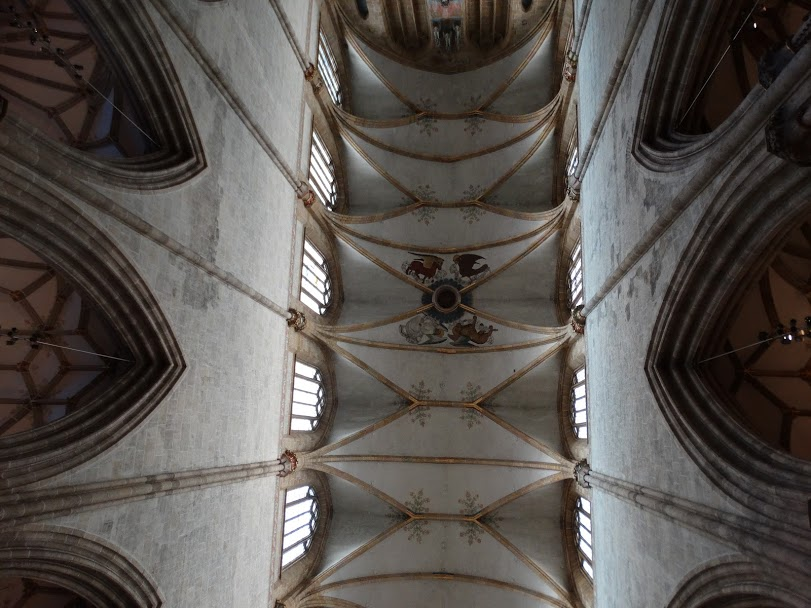
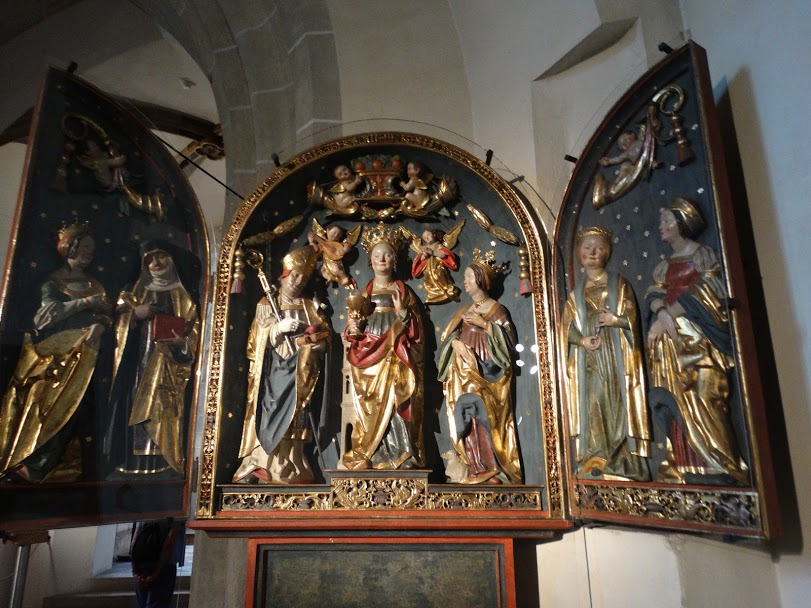
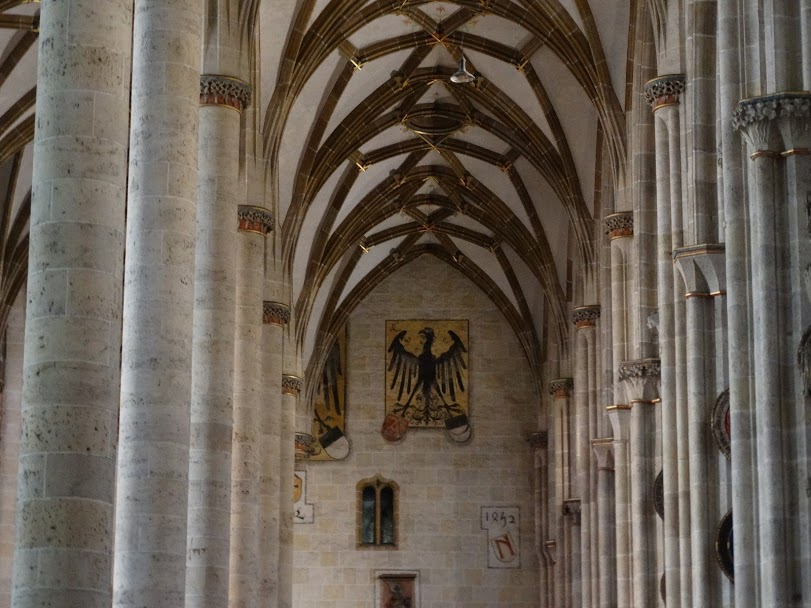
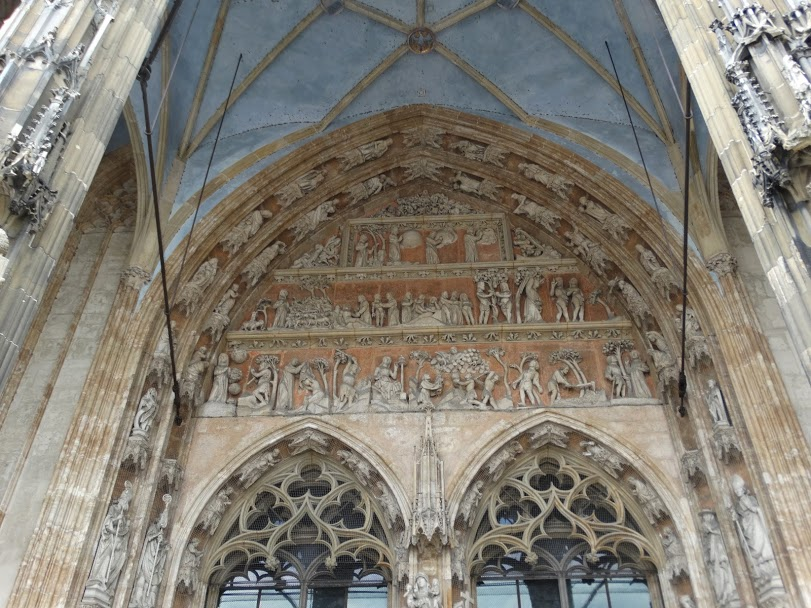
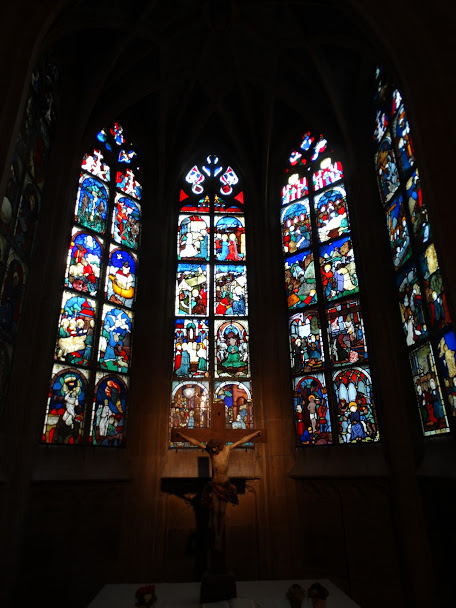

## Cloches
Un des trésors de l'église est l’ensemble campanaire monumental. Pour assurer les sonneries, 13 cloches séjournent dans le clocher-porche de la plus haute tour d'église du monde.

### Position dans le clocher
Les cloches de l’église principale d’Ulm sont au nombre de 13, dont 10 pouvant sonner à la volée. Ces 13 cloches sont placées différemment dans la tour :
- les 10 premières cloches de volée (les plus grosses) sont placées dans la partie inférieure (carrée) du clocher,
- les 3 autres cloches (les plus petites) sont placées au-dessus, dans la partie supérieure (octogonale) de la tour.

Une des plus célèbres cloches de l'église est la Clochette. La Clochette est une cloche historique, vraisemblablement coulée en 1397. D'autres cloches sont également très célèbres, notamment la Dominique, une cloche ayant survécu à la réquisition des cloches lors de la Seconde Guerre Mondiale. Les cloches n'ayant pas eu cette chance ont été refaites et coulées en 1956 par Heinrich Kurtz, un fondeur de cloches de Stuttgart. De 2005 à 2009, les cloches sont restées silencieuses afin de ne pas endommager la structure du beffroi.

### Liste des cloches
| Nom                       | Date | Poids   | Diamètre | Note  |
| ------------------------- | ---- | ------- | -------- | ----- |
| Glorosia                  | 1956 | 4912 kg | 199,5 cm | Sol#2 |
| Dominica                  | 1931 | 4301 kg | 185 cm   | La#2  |
| Grosse cloche de prière   | 1454 | 3800 kg | 170 cm   | Si2   |
| Cloche funéraire          | 1678 | 1750 kg | 142 cm   | Do#3  |
| Petite cloche de prière   | 1956 | 1766 kg | 142 cm   | Ré#3  |
| Cloche croisée            | 1956 | 1248 kg | 124 cm   | Fa3   |
| Cloche de feu de campagne | ?    | 900 kg  | 114 cm   | Sol#3 |
| Cloche de baptême         | 1956 | 506 kg  | 93 cm    | La#3  |
| Cloche d'arbitrage        | 1956 | 345 kg  | 83 cm    | Do4   |
| Cloche de jugement        | ?    | 3500 kg | 164 cm   | Do3   |

## Utilisation de la tour dans des logos
Depuis la naissance du constructeur de camions Magirus, qui fait désormais partie du groupe Fiat, c’est l'église principale d’Ulm qui se trouve représentée dans son logo :
- Sa partie supérieure représente au milieu la flèche de l'église encadrée de chaque côté par les deux petites flèches situées à l'arrière du monument ;
- Sa base ou partie inférieure est un simple M, première lettre de Magirus.

## Personnalités liées
- Maria Holl (1549-1634), aubergiste victime d'une chasse aux sorcières, s'y est mariée avec Michael Holl.